# 古隆族
古隆族（Gurung）是分布在尼泊爾中部的山地民族。根據2006年的統計，人口約69萬，占尼泊爾全國人口的0.5%。

## 分布
古隆族主要分布在尼泊爾中部，喜马拉雅山支脉安纳普尔纳山脉南坡的甘达基专区，即拉姆琼、卡斯基、塔纳胡、廓尔喀、桑加和锡安贾等縣，以及道拉吉里專區的帕尔巴特縣。也有少數分布于錫金、不丹以及印度的西孟加拉邦。
他們也是廓爾喀士兵主要招募對象。

## 語言
语言属漢藏語系的藏缅语族。

## 宗教
古隆人主要信仰佛教、10%人口信仰印度教。

## 延伸閱讀
- P. T. Sherpa Kerung, Susan Höivik. . University of Michigan: Kathmandu Environmental Education Project. 2002.
- William Brook Northey. . Asian Educational Services. 1998. ISBN 81-206-1329-5.
- Murārīprasāda Regmī. . University of Michigan: Nirala Publications. 1990.